# José de Carvajal y Lancaster
José de Carvajal y Lancáster (Cáceres, 1698 – Madrid, 8 aprile 1754) è stato un politico e statista spagnolo.

## Biografia
José de Carvajal y Lancaster era il figlio di Bernardino de Carvajal y Vivero, conte di Quinta de la Enjarada e di María Josefa de Lancaster y Noroña. Dal lato materno era nipote di Fernando de Alencastre Noroña y Silva.
Dopo essersi laureato all'Università di Salamanca, venne nominato uditore (oidor) col rango di giudice alla Real Audiencia y Chancillería de Valladolid e successivamente divenne consigliere del Consiglio delle Indie. Il Primo ministro José del Campillo lo scelse quale suo segretario personale. Nel 1746 venne nominato presidente della Junta de Comercio, Moneda y Minas e promosse la fondazione delle corporazioni per migliorare il commercio regionale e la manifattura.
Il nuovo re Ferdinando VI lo nominò segretario di Stato (ministro degli esteri) quello stesso anno ed egli inaugurò una politica sostanzialmente neutrale. Nel 1750, egli siglò l'accordo tra Spagna e Portogallo che pose fine alle dispute sui confini del Vicereame del Rio de la Plata e il Brasile: la Colonia del Sacramento tornò alla Spagna in cambio di alcuni territori nel Paraguay.
Egli riformò anche i Correos o poste reali e nel 1752 fu tra i fondatori della Real Academia de Bellas Artes de San Fernando e membro della Massoneria.